# Richard Van Allan
Richard Van Allan, auch Richard van Allan (* 28. Mai 1935 in Clipstone, Nottinghamshire; † 4. Dezember 2008 in London, eigentlich Alan Philip Jones) war ein britischer Opernsänger (Bass), der über 40 Jahre an allen großen Opernbühnen Englands wirkte.

## Leben
Richard Van Allan wurde als Sohn eines mittelenglischen Minenarbeiters geboren. Nachdem er die Schule ohne Abschluss verlassen hatte, besuchte er zunächst eine Polizeischule und absolvierte seinen Militärdienst in Deutschland. Nachdem er als Chorsänger und durch seine Mitwirkung bei musikalischen Schüleraufführungen erste künstlerische Erfahrungen gesammelt hatte, studierte er schließlich von 1959 bis 1964 an der Birmingham School of Music. 
1964 wurde er Mitglied des Festspielchores von Glyndebourne. In Glyndebourne debütierte er 1966 als Solist in Die Zauberflöte von Wolfgang Amadeus Mozart als 2. Priester und 2. Geharnischter. 1969 wurde er zunächst Mitglied der English National Opera (ENO).
1971 erfolgte schließlich sein Debüt an der Covent Garden Opera als Mandarin in Turandot von Giacomo Puccini. Hier sang er zunächst kleinere Rollen, z. B. Angelotti in Tosca, Dottore Grenvil in La Traviata, und Zuniga in Carmen, später übernahm er dort seine Glanzrollen Don Alfonso, Leporello und Figaro in den Mozart/Da Ponte-Opern.
Im September 1987 erfolgte sein Debüt an der Metropolitan Opera mit der Rolle des Comte des Grieux in Manon von Jules Massenet; dort sang er Anfang 1990 auch den Don Alfonso in Così fan tutte. In der Spielzeit 1992/93 sang er an der English National Opera die Rolle des Abts (Abbott) in der Uraufführung der Oper Inquest of Love von Jonathan Harvey. 1994 übernahm er an der English National Opera mit großem Erfolg die Titelrolle in Don Quichotte von Massenet. 1999 sang er in Glyndebourne den Micha in Die verkaufte Braut. 2003 gastierte er am Teatro Comunale di Bologna in der Bologneser Erstaufführung der Oper Die verkaufte Braut als Micha.
Im Jahr 2006 stand Richard Van Allan zuletzt auf der Bühne: Beim Festival in Glyndebourne übernahm er die komische Sprechrolle des Gerichtsdieners Frosch in der Operette Die Fledermaus von Johann Strauss (Sohn). Seinen letzten Auftritt hatte Richard Van Allan schließlich im September 2006 als Hans Foltz in Die Meistersinger von Nürnberg von Richard Wagner beim Edinburgh Festival.
Von 1986 bis 2001 war er Leiter des Opernstudios der English National Opera. Im Jahr 2001 wurde er zum Commander of the Order of the British Empire (CBE) ernannt. 
Im Jahr 2006 war bei Richard Van Allan eine Lungenkrebs-Erkrankung festgestellt worden. Im Dezember 2008 erlag er in London seinem Leiden.

## Repertoire
Richard Van Allan wurde vor allem durch seine Interpretation von Rollen in Opern von Mozart international bekannt. Er beherrschte ein breitgefächertes Repertoire, das von seriösen Bass-Rollen bis ins komische Fach reichte;  es umfasste u. a. Partien wie Zaccaria in Nabucco, Padre Guardiano in La forza del destino, König Philipp in Don Carlos und Ochs in Der Rosenkavalier. Bekannt ist zudem seine Rolle als Pooh-Bah in der Operette  Der Mikado, 1987 u. a. zusammen mit Eric Idle.
Richard Van Allan übernahm im Laufe seiner Karriere viele kleinere Comprimario-Rollen. Jeder dieser Rollen gab er ein unverwechselbares Profil. Durch seine intensiven Charakterporträts und seine enorme Bühnenpräsenz bewies er immer wieder, dass es für ihn keine Nebenrollen auf der Bühne gab.